# 1678 Hveen
1678 Hveen eller 1940 YH är en asteroid i huvudbältet som upptäcktes den 28 december 1940 av den finske astronomen Yrjö Väisälä vid Storheikkilä observatorium. Den har fått sitt namn efter ön  Ven i Öresund.
Asteroiden har en diameter på ungefär 42 kilometer.